# TV Moldova Internațional
TV Moldova Internațional a fost varianta internațională a postului public de televiziune din Moldova, lansată în ianuarie 2007. A fost transmisă gratuit prin satelitul Eutelsat, având o acoperire de 90% din Europa, nordul Asiei și America de Nord. Publicul-țintă era diaspora Republicii Moldova din Italia, Spania, Portugalia și Canada. Emisia TVMi a fost formată din 60% emisiuni proprii și 40% de emisiuni preluate de la postul public de televiziune Moldova 1. Începând cu 1 ianuarie 2013, emisia acestui canal a fost sistată.